# اللغريف (تشيشير)
اللغريف (بالإنجليزية: Allgreave)‏ هي قرية تقع في المملكة المتحدة في شمال غرب إنجلترا.